# 데이미언 클라크
데이미언 클라크(영어: Dameon J. Clarke, 1972년 1월 16일 ~ )는 캐나다의 배우와 성우이다. 벤쿠버에서 11살에 연기를 시작했고 몇년 후에, 학교 끝내려고 연기에서 안식했다. 나중에 25살에 목소리 연기를 시작했다. 1989년 방영한 영어 더빙된 애니메이션은 《드래곤볼 Z》의 “셀” 역으로 유명해졌으며, 다른 유명한 역은 《보더랜드》 시리즈의 “핸슴 잭”이다.

## 영화
| 연도 | 제목                                         | 역할            |
| ---- | -------------------------------------------- | --------------- |
| 1984 | 《시크릿츠 어브 아 메리드 맨》               | 알렉스          |
| 1985 | 《블랙아웃》                                 | 아이 마우로     |
| 2000 | 《하우스 어브 더 제네럴즈》                  | 프리츠          |
| 2001 | 《홀 어브 미러즈》                           | 라일리          |
| 2002 | 《더 프레지던트즈 데이: 아 라인 인 더 샌드》 | 앤디 쉘비       |
| 2003 | 《세컨핸드 라이온스》                        | 트럭 기사       |
| 2003 | 《세이빙 제시카 린치》                       | 하퍼            |
| 2004 | 《알라모》                                   | 존스 씨         |
| 2004 | 《세븐티-8》                                 | 에드워드        |
| 2005 | 《더 프로디지》                              | 크리스          |
| 2006 | 《스캐너 다클리》                            | 마이크          |
| 2008 | 《팹 파이브: 더 텍스사 치어리더 스캔들》     | 아담 리브       |
| 2008 | 《하우 투 비 어 시리얼 킬러》                | 마이크 윌슨     |
| 2009 | 《필립 모리스》                              | 휴스턴의 변호사 |
| 2012 | 《드류 피터슨: 언터쳐블》                    | 프랭클린        |
| 2013 | 《후 더 F 이즈 버디 애플바움》               | 톰 스티븐스     |
| 2013 | 《더 바이스탠더 띠어리》                     | 제이슨 킬고어   |
| 2014 | 《시스터》                                   | 브레트          |

## 텔레비전
| 연도      | 제목                           | 역할            |
| --------- | ------------------------------ | --------------- |
| 2000      | 《시티 레인져》                | 게스트 역       |
| 2003-2005 | 《서드 워치》                  | 에스트라다      |
| 2004      | 《LAX》                        | 짐              |
| 2005      | 《크리미널 마인드》            | 크리스 크로퍼드 |
| 2006      | 《CSI: 마이애미》              | 웨인 레이놀즈   |
| 2007      | 《위드아웃 어 트레이스》       | 켈시 스튜어트   |
| 2007      | 《왓 어바웃 브라이언》         | 브래드          |
| 2008      | 《수퍼내추럴》                 | 잭 몽고메리     |
| 2008      | 《프리즌 브레이크》            | 앤드류 블라우너 |
| 2009      | 《CSI: 과학수사대》            | 스캇 터커       |
| 2009      | 《24》                         | 알란 태너       |
| 2009      | 《NCIS: 로스앤젤레스》         | 게이지 젠센     |
| 2009      | 《CSI: 뉴욕》                  | 알렉스 덱스터   |
| 2009      | 《레이징 더 바》               | 션 루식         |
| 2010      | 《캐슬》                       | 스캇 던         |
| 2010      | 《메이크 잇 오어 브레이크 잇》 | 위원회 의장     |
| 2013      | 《NCIS》                       | 폴 덕리         |
| 2013-2014 | 《그레이스랜드》               | ADIC 클라크     |
| 2014      | 《메이저 크라임》              | 알란 버크       |
| 2015      | 《리졸리 앤 아일스》           | 샘 랭던         |
| 2015      | 《CSI: 사이버》                | 에드워드        |

## 애니메이션 (영어 더빙)
| 연도      | 제목                                          | 역할            |
| --------- | --------------------------------------------- | --------------- |
| 1989-1995 | 《드래곤볼 Z》                                | 셀              |
| 1993      | 《드래곤볼 Z: 불타올라라!! 열전·열전·초격전》 | 파라가스        |
| 1993-1994 | 《유☆유☆백서》                                | 토구로 (第)     |
| 1995-2003 | 《드래곤볼》                                  | 탬버린          |
| 1995      | 《루팡 3세 - 죽여버려! 노스트라다무스》       | 필립            |
| 1996-1997 | 《드래곤볼 GT》                               | 셀              |
| 1996-1998 | 《명탐정 코난》                               | 고뭉치          |
| 1999-2000 | 《블루젠더》                                  | 다이스 퀘이드   |
| 2001      | 《후르츠 바스켓》                             | 소마 카즈마     |
| 2002      | 《키디 그레이드》                             | 암브러스트      |
| 2003-2004 | 《강철의 연금술사》                           | 스카            |
| 2003-2004 | 《건슬링거 걸》                               | 히르샤          |
| 2003-2004 | 《은하철도 이야기》                           | 대통령 드레이크 |
| 2005      | 《걸스 브라보》                               | 에비            |
| 2005      | 《GUN X SWORD》                               | 윌리엄 윌 우    |
| 2005-2006 | 《카미츄!》                                   | 타일러          |
| 2006      | 《Ergo Proxy》                                | JJ              |
| 2010-2011 | 《드래곤볼 카이》                             | 셀              |

## 비디오 게임
| 연도      | 제목                                       | 역할                            |
| --------- | ------------------------------------------ | ------------------------------- |
| 2000      | 《블레어 윗치 1: 러스틴 파》               | 켄, 헤일 쿠퍼, 편집장           |
| 2002      | 《블러드레인》                             | 제렌스키, 헤드럭스              |
| 2002      | 《드래곤볼 Z: 무도회》                     | 셀 (영어 더빙)                  |
| 2003      | 《로드킬》                                 | 슬레이드, 기타 역               |
| 2003      | 《드래곤볼 Z: 무도회 2》                   | 셀 (영어 더빙)                  |
| 2004      | 《블러드레인 2》                           | 제렌스키, 하인, 기타 역         |
| 2004      | 《드래곤볼 Z: 무도회 3》                   | 셀 (영어 더빙)                  |
| 2004      | 《강철의 연금술사 2 ~붉은 에릭실의 악마~》 | 스카 (영어 더빙)                |
| 2004      | 《Yu Yu Hakusho Dark Tournament》          | 토구로 (第)                     |
| 2005      | 《드래곤볼Z 스파킹》                       | 셀 (영어 더빙)                  |
| 2005      | 《Dragon Ball Z Sagas》                    | 셀, 셀 Jr.                      |
| 2005      | 《언리얼 챔피언쉽 2 : 리안드리 컨플릭트》  | 아누비스                        |
| 2005      | 《스파이크아웃: 배틀스트리트》             | 기타 역                         |
| 2006      | 《드래곤볼Z 스파킹 NEO》                   | 셀 (영어 더빙)                  |
| 2006      | 《超 드래곤볼 Z》                          | 셀 (영어 더빙)                  |
| 2006      | 《드래곤볼 Z 진무도회》                    | 셀 (영어 더빙)                  |
| 2006      | 《발키리 프로파일 2 : 실메리아》           | 안그림 (신용을 얻지 못한 역)    |
| 2006      | 《성검전설 4》                             | 기타 역 (신용을 얻지 못한 역들) |
| 2007      | 《드래곤볼 Z 스파킹 METEOR》               | 셀 (영어 더빙)                  |
| 2007      | 《드래곤볼 Z: 진무도회 2》                 | 셀 (영어 더빙)                  |
| 2008      | 《아미 오브 투》                           | 미국 군인                       |
| 2008      | 《라스트 렘넌트》                          | 영                              |
| 2008      | 《드래곤볼 Z: 버스트 리미트》              | 셀 (영어 더빙)                  |
| 2008      | 《드래곤볼 Z: 인피니티월드》               | 셀 (영어 더빙)                  |
| 2009      | 《드래곤볼 천하일대모험》                  | 보라, 탬버린 (영어 더빙)        |
| 2011      | 《마벨 VS 캡콤 3: 페이트 오브 투 월드》    | 네이선 스펜서                   |
| 2012      | 《보더랜드2》                              | 핸섬 잭, 마샬 프리드먼          |
| 2012      | 《스트리트파이터 X 철권》                  | 로렌토 (영어 더빙)              |
| 2014-2015 | 《테일즈 프롬 더 보더랜드》                | 핸섬 잭                         |
| 2014      | 《보더랜드: 더 프리 시퀄!》                | 핸섬 잭                         |
| 2014      | 《스카이랜더스 : 트랩 팀》                 | 기타 역                         |
| 2014      | 《울트라 스트리트파이터 IV》               | 로렌토 (영어 더빙)              |
| 2015      | 《드래곤볼: 제노버스》                     | 셀 (영어 더빙)                  |

## 수상 목록
- 뉴욕 Horror Film Festival에서 《하우 투 비 어 시리얼 킬러》로 남우주연상을 받았다.
- Shriekfest 로스앤젤레스 Film Festival에서 《하우 투 비 어 시리얼 킬러》로 남우주연상을 받았다.
- Spike Video Game Awards에서 《보더랜드2》의 “핸슴 잭”의 묘사로 “Best Performance by a Human Male”수상을 받았다.
- BTVA Award에서 《드래곤볼 카이》의 “셀”의 묘사로 애니메이션에 남우주연상을 받았다.